# Colbert Hills
Colbert Hills är en kulle i Antarktis. Den ligger i Östantarktis. Nya Zeeland gör anspråk på området. Toppen på Colbert Hills är 2 000 meter över havet.
Terrängen runt Colbert Hills är platt åt nordväst, men åt sydost är den kuperad. Trakten är obefolkad. Det finns inga samhällen i närheten.